# Franc Šturm
Franc Šturm (tudi Sturm), slovenski jezikoslovec, romanist, kritik, prevajalec, * 28. januar 1881 Dolnja Košana, † 31. marec 1944, (?).
Franc Šturm, slovenski jezikoslovec, romanist, kritik in prevajalec se je rodil 28. januarja  1881, v Dolnji Košani na Krasu, železniškemu delavcu - progovnemu čuvaju in malemu posestniku Jerneju Šturmu in gospodinji Mariji rojeni Švigelj, umrl neznano kje 31. marca 1944.  Datum smrti je določilo sodišče, saj se je za njim, po tem, ko sta ga sredi marca 1944 agenta tajne domobranske policije nasilno odvedla z doma, izgubila vsaka sled.
V Ljubljani je v letih 1894–1898 obiskoval državno nižjo gimnazijo, nato šolanje nadaljeval na višji gimnaziji v letih 1898–1902, kjer je leta 1902 maturiral. Odločil se je za študij romanistike in germanistike na Univerzi na Dunaju (1902-1908). Med študijem je v letih 1904–1905 odslužil vojaščino, nato pa leta 1907 opravil doktorat. Doktoriral je s tezo Romanische Elemente in den slowenischen Mundarten von Innerkrain. Leta 1909 je opravil profesorski izpit za poučevanje francoščine in nemščine, potem pa je bil dve leti suplent na eni od realk na Dunaju. S šolskim letom 1910/11 je postal profesor na realki v Ljubljani.
Od ustanovitve univerze v Ljubljani je sodeloval pri oblikovanju oddelka za romanistiko Filozofske fakultete. V študijskem letu 1921/22 je začel z njo honorarno sodelovati: predaval je historično slovnico francoskega jezika, govoril tudi o historični skladnji, v seminarju pa je razlagal stare francoske pa tudi stare italijanske tekste. V novembru 1927 je bil izvoljen za docenta za romansko filologijo, s čimer je tedanji oddelek za romanistiko dobil svojega prvega redno nastavljenega učitelja. Vodil je Oddelek za romanske jezike in književnosti; uvedel je študij primerjalne romanistike in sam prispeval nekaj tehtnih študij za romansko-slovanske jezikovne vezi, predvsem o furlanskem jezikovnem vplivu na slovenščino, zlasti na njena zahodna narečja, s čimer je močno poglobil vedenje o furlanskem značaju romanskih izposojenk v slovenščini. Od leta 1940 je bil redni profesor Filozofske fakultete.
Kot predstavnik kulturnih delavcev se je aprila 1941 udeležil ustanovnega sestanka OF in bil njen organizator na univerzi. Bil je član prvega Izvršnega odbora OF, član Komunistične partije jugoslavije. V težkih dneh med drugo svetovno vojno - takrat je bil dekan Filozofske fakultete - so se nasilno pretrgale niti njegovega življenja. V noči med 11. in 12. marcem 1944 sta ga neznana okupatorjeva sodelavca odvedla brez sledu, datum smrti je določilo sodišče leta 1947. Bil je edini med ustanovniki OF, ki je izgubil življenje med vojno.
Franc Šturm, takrat suplent na državni realki na Dunaju, se je 10. julija 1909 poročil s Stanislavo Auroro Cvetnič, rojeno v Trstu očetu Leopoldu Cvetniču, poštnemu kontrolorju in materi Emiliji, rojeni Korošec. V zakonu so se jima rodili trije otroci: Vida - Alenka (* 13. maj 1911, † 5. januar 1995), France (* 17. junij 1912, † 11. november 1943) in Fedja - Feodora  Marija Ana (* 9. januar  1917, † 1997).
Vojna leta so družino zelo prizadela. Vsa družina je sodelovala pri osvobodilnem gibanju, hčerki Vida in Fedja (Fedja je delovala kot kurirka pri Radiu Kričač) sta bili večkrat zaprti. Sin France je padel v partizanih.